# Rembrandt spreekt: een verslag
Rembrandt spreekt: een verslag is een boek uit 2006 geschreven door Rudi Fuchs, oud-directeur van het Stedelijk Museum in Amsterdam.
De opzet van het boek is dat Fuchs naar Rembrandts werk kijkt alsof het net gemaakt is. Hij beschrijft hoe Rembrandt iets gezien zou kunnen hebben en door wie hij werd beïnvloed of tegen wie hij zich afzette (zoals Pieter Lastman, Peter Paul Rubens, Da Vinci en Titiaan). Daarom leek het hem het best dat hij zijn verhaal zelf zou vertellen. De manier waarop Rembrandt spreekt, hoe hij omgaat met kunsttechnische problemen en -vraagstukken is heel hedendaags, zoals nu ook bijvoorbeeld Georg Baselitz, Jannis Kounellis en Jan Dibbets over het métier van kunstenaar spreken. De 'magie' van het maken van een schilderij was in Rembrandts tijd niet wezenlijk anders dan tegenwoordig. Fuchs portretteert Rembrandt als een hedendaags kunstenaar. Dit doet hij aan de hand van gedegen archiefonderzoek en de gedetailleerde studie van zijn etsen en schilderijen.
Het boek is geïllustreerd met zwart-witafbeeldingen en bevat een beknopte lijst met verwijzingen naar de museale bewaarplaatsen van de originelen.